# ادواردو کولفرای
ادواردو کولفرای (انگلیسی: Edoardo Colferai؛ زادهٔ ۲۱ مهٔ ۲۰۰۲) بازیکن فوتبال است.